# Desa Cililitan
Desa Cililitan är en administrativ by i Indonesien.   Den ligger i provinsen Banten, i den västra delen av landet, 100 km väster om huvudstaden Jakarta.